# قرش قوي الأنف
قرش قوي الأنف (الاسم العلمي: Carcharhinus macloti)، نوع من قرش ترابي وينتمي إلى فصيلة البنبكيات. طوله 1.1 م (3.6 قدم). أعطانه غرب منطقة المحيط الهادي الهندي، من كينيا إلى جنوب الصين وشمال أستراليا. يعيش في المياه الدافئة الضحلة بالقرب من الشواطئ.